# François-Désiré Froment-Meurice
François-Désiré Froment-Meurice (París, 31 de diciembre de 1802–ibídem, 17 de febrero de 1855) fue un orfebre francés. 

## Biografía

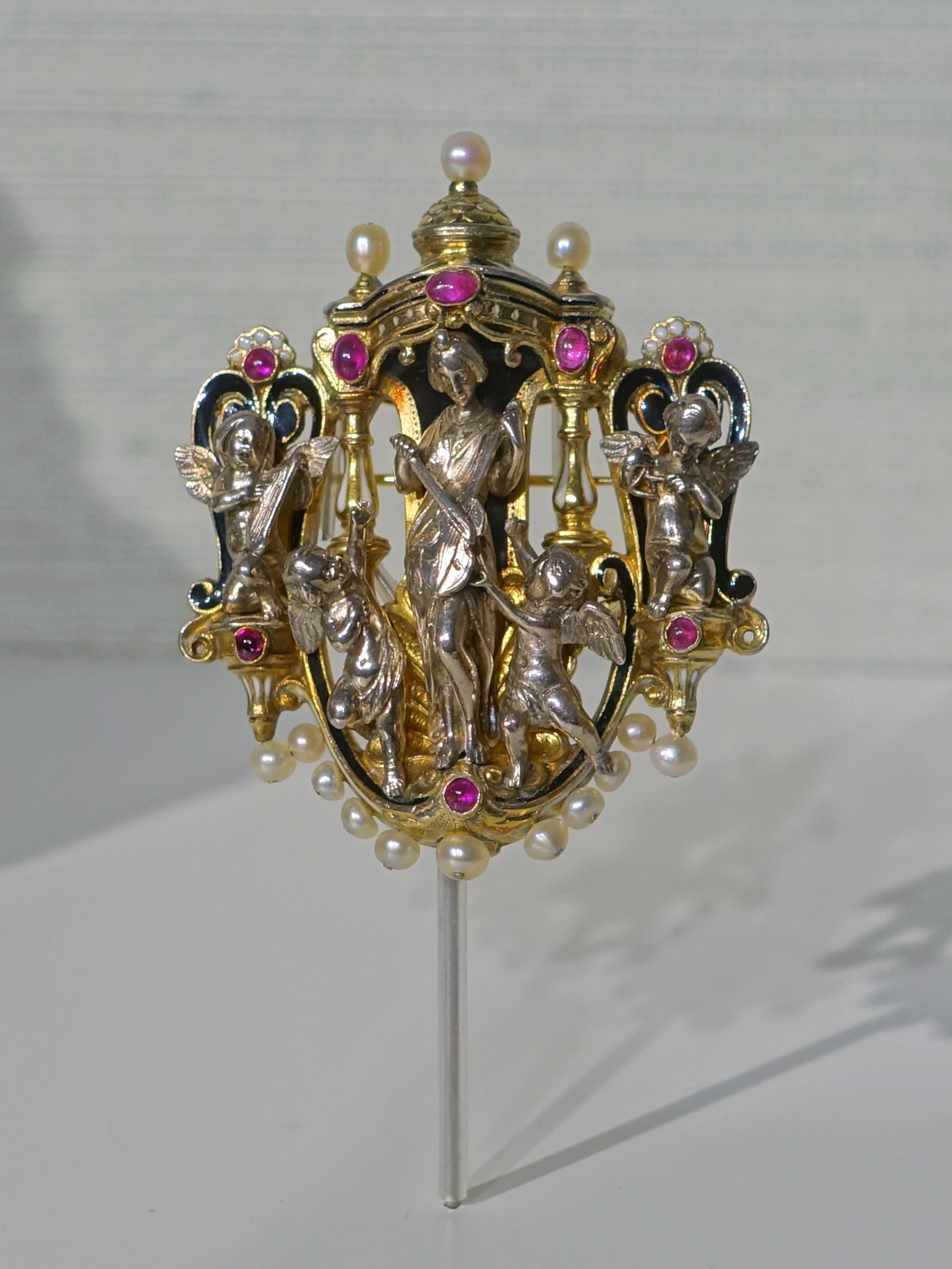
Broche Armonía (1847), plata parcialmente dorada, rubíes, esmalte y perlas, Hessisches Landesmuseum, Darmstadt

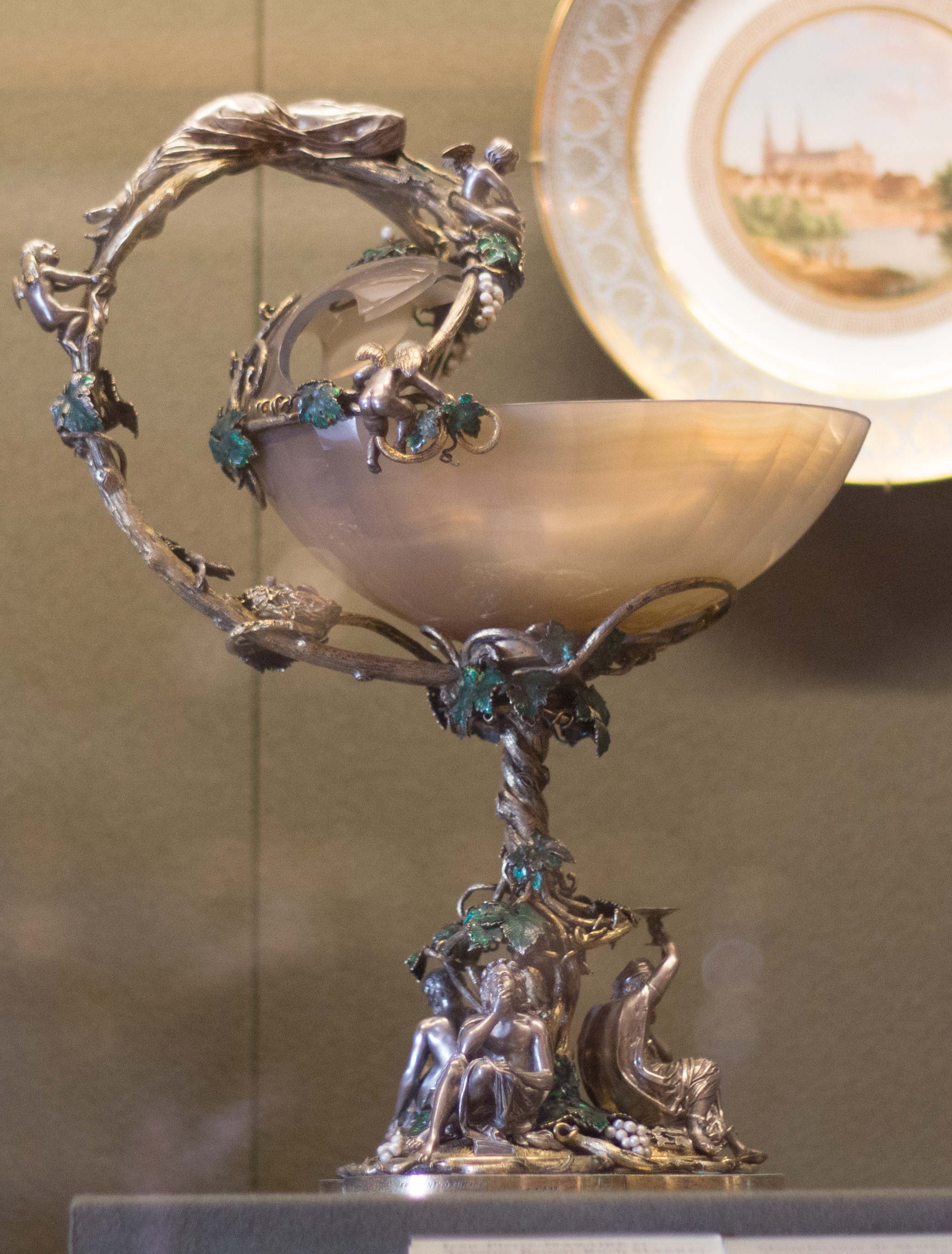
Coupe des vendanges (1844), Museo del Louvre, París

Era hijo del orfebre François Froment (1773-1803). Su madre casó en segundas nupcias con el también orfebre Pierre Meurice, del que adoptó el apellido. Fue platero y joyero, uno de los más famosos de su época. Tuvo una clientela selecta, ya que se movió en círculos aristocráticos, y su obra fue ensalzada por escritores como Victor Hugo, Théophile Gautier y Honoré de Balzac.
Su salto a la fama se produjo en la Exposición Industrial de París de 1839, en la que fue nombrado «argentier de la ville de Paris». En una nueva exposición en 1844 era ya considerado el primer platero de Francia.
Aunque cronológicamente se situó en el romanticismo y el estilo Restauración, sus referentes estilísticos eran variados, desde el gótico y el manierismo hasta el rococó. Una de sus obras más famosas fue el tocador y servicio que las damas de Francia regalaron a la duquesa de Parma en 1845. En la actualidad existen pocas obras suyas catalogadas.
A su muerte le sucedió en el taller su hijo Émile Froment-Meurice (1837-1913).